# Alfonso de Galarreta
Alfonso de Galarreta (Torrelavega, 14 januari 1957) is een Spaans-Argentijns hulp- of wijbisschop van de Priesterbroederschap Sint Pius X (FSSPX).
Alfonse de Galarreta emigreerde op jonge leeftijd met zijn familie naar Argentinië waar hij in 1980 door Marcel Lefebvre tot priester werd gewijd. Aanvankelijk was hij docent aan het seminarie in La Reja. Van 1985 tot 1988 was hij superior van het district van Zuid-Amerika.
Toen hij in 1988 door Mgr. Lefebvre tot bisschop werd gewijd zonder de toestemming van Rome, werd hij latae sententiae geëxcommuniceerd. Deze excommunicatie werd door Paus Benedictus XVI in januari 2009 opgeheven. In datzelfde jaar werd hij door de FSSPX gekozen om de theologische gesprekken te leiden die mogelijk tot een volledige hereniging van de Broederschap met de Katholieke Kerk zouden kunnen leiden.